# Daniel Binelli
Daniel Binelli (Quilmes, Buenos Aires, Argentina; 20 de mayo de 1946), es un destacado músico compositor, director de orquesta y bandoneonista argentino de tango y música clásica.
Fue miembro y arreglador de la orquesta de Osvaldo Pugliese, integró el Sexteto Astor Piazzolla Nuevo Tango, fue músico y arreglador del grupo Tango7, con base en Suiza, y director musical del grupo Tango Metrópolis y del Quinteto de Daniel Binelli.
Entre sus interpretaciones más destacadas se encuentra el estreno del Concierto de Lieja para bandoneón y guitarra de Astor Piazzolla, realizado en Tokio en 1998, junto a Martha Argerich, el guitarrista Eduardo Isaac y la Orquesta Sinfónica Nacional de Argentina conducida por el director Pedro Ignacio Calderón.
Grabó más de 50 discos, entre los que se destacan Tangazo con la orquesta Sinfónica de Montreal, Orquestango  con la pianista Polly Ferman y la Orquesta Filarmónica de Uruguay, Imágenes en dúo con Polly Ferman, Daniel Binelli Tango, Daniel Binelli y la Camerata Bariloche, Daniel Binelli, Astor Piazolla y el Sexteto Tango Nuevo, Daniel Binelli – Issac (Bandoneon y guitarra) y Bandoneon como solista.
En 1997 participó en el filme documental Quereme así (Piantao).
Recibió el Premio Konex - Diploma al Mérito en 1995 como uno de los instrumentistas de tango más importantes de aquella década.

## Discografía
- Piazzolla Hoy (con la Orquesta Estable del Teatro Colón dirigida por José Carli), EMI, 1993
- Piazzolla Clásico (con la Camerata Bariloche), MILAN SUR, 1994
- ¡Tango! (con el Septeto de Daniel Binelli), DORIAN, 1994
- Atardecer Antiguo/Bandoneón (con Hugo Romero), MELOPEA, 1996
- Piazzollando ao vivo, KUARUP, 1997
- Borges & Piazzolla, MILAN, 1997
- Milva El tango de Astor Piazzolla (Quinteto Argentino de Daniel Binelli), KING (Japón), 1998
- Argentine Masters, TESTIGO, 1998
- El Bandoneón, RANDOM, 1999
- El Tango (con Cecilia Rossetto), BLACK SUN, 1999
- Encuentros...con el Tango (con Alicia Terzian & el Grupo Encuentros), DOM, 1999
- La Música Argentina y el Tango (con Eduardo Issac), KING (Japón), 2000
- Rojotango (con Cecilia Rossetto), LA CASONA, 2000
- Tangazo (Charles Dutoit y la Orquesta Sinfónica de Montreal), DECCA, 2001
- Imágenes (con Polly Ferman), EPSA Music, 2002
- Tangos de Buenos Aires (con Linda Lee Thomas), CBC, 2002
- Tango Metrópolis (Quinteto de Daniel Binelli), 2002
- Imágenes (con Polly Ferman), ROMEO RECORDS, 2002
- Orquestango (con Polly Ferman & Filarmónica de Montevideo), SONDOR, 2003
- Tango Natural (con César Angeleri), RANDOM, 2003
- Tango in The Night (con Polly Ferman, German Guitierrez, Leanne Nicholls y La Orquesta de Cámara de la Ciudad de Hong Kong) ORCHID CLASSICS, 2021